# یرواند چهارم
یرواند چهارم (به انگلیسی: Orontes IV) (به ارمنی: Երվանդ Դ یرواند چهارم) پسر آرشام یکم پادشاه ارمنستان از دودمان یرواندی بود که بنابر مدارک یافت شده در شهر آرماویر، پایتخت تاریخی دودمان یرواندی، وی در ارمنستان حکومت کرد.
مکان مذهبی باگاران نیز در زمان حکومت وی بنا نهاده شد و مجسمه بزرگ برنزی از الهه‌های زئوس، آرتمیس و هراکلس به سبک معماری هلنیستی بدآنجا آورده شد و به معابد اختصاص داده به آن‌ها نصب گردید
گفته شده که وی همچنین زیارتگاهی در آرماویر بنا نموده است که به آپولو اختصاص داده، یک مجسمه طلایی از چهار اسب که ارابه را به همراه آپولو، خدای خورشید را می‌کشند این زیارتگاه بعدها در سده چهارم میلادی توسط ارتش ساسانی ویران شد.
آنتیوخوس سوم تهدید به تهاجم ضد یرواند چهارم کرد. استرابون فردی که ۲۰۰ سال دیرتر دربارهٔ آن نگاشته اعلام می‌کند که جنگی میان یرواند چهارم و آرتاشس یکم (یکی دیگر از شاهزادگان دودمان یرواندی) روی داد و یرواند در آن جنگ کشته شد و آرتاشس توانست حکومت ارمنستان را به دست آورد.